# C/1901 G1
C/1901 G1, Wielka Kometa roku 1901 – kometa jednopojawieniowa, nie powróci już najprawdopodobniej w okolice Słońca. Widoczna była gołym okiem.

## Odkrycie i orbita komety
Kometę C/1901 G1 odkryto 23 kwietnia 1901 roku. Osiągnęła ona swe peryhelium 24 kwietnia tegoż roku i znalazła się w odległości 0,24 au od Słońca. Poruszała się po parabolicznej orbicie o nachyleniu 131° względem ekliptyki.